# Club Dorothée
Club Dorothée est une émission de télévision française destinée à la jeunesse et diffusée sur la chaîne télévisée TF1 du 2 septembre 1987 au 30 août 1997 et produite par AB Productions. À la présentation, une équipe de cinq animateurs (Dorothée, Jacky, Ariane Carletti, François Corbier et Patrick Simpson-Jones), ainsi que le dessinateur Lionel Gédébé lors de la première saison (1987-1988), une voix off : Monsieur Cadeau (Olivier Martial Thieffin) à partir de la saison 6 (1992-1997) et Éric Galliano pour la dernière saison (1996-1997).
L'émission est centrée autour de l'animatrice vedette Dorothée, faisant grandement place à son activité de chanteuse, lui permettant d'assurer la promotion de ses chansons, albums et spectacles.
L'émission s'agrémentait de nombreux dessins animés, séries télévisées, sitcoms, jeux, concours et rubriques éducatives.
Durant ses dix années d'existence, elle fut marquée par des records d'audience et sujette à de nombreuses polémiques.

## Histoire

### Débuts et popularisation
La première émission du Club Dorothée a été diffusée sur TF1 le mercredi 2 septembre 1987, consécutivement à la privatisation de la chaîne TF1,,. Dorothée quitte alors la présentation de Récré A2 sur Antenne 2 après presque 9 années. À l'automne 1987, il lui est finalement aussi confiée la direction de l'Unité des programmes jeunesse de TF1, fonction qu'elle exercera pendant dix ans.
L'arrivée de Dorothée sur la une entraîne la suppression des émissions jeunesse Vitamine, Croque-vacances et Zappe ! Zappeur.
Au départ, il existe trois émissions bien distinctes : celle du mercredi matin s'appelle Dorothée Matin, celle du mercredi après-midi, le Club Dorothée et celle du dimanche, Dorothée Dimanche. À partir de septembre 1988, toutes les émissions sont regroupées sous l'appellation Club Dorothée. C'est également la création des émissions quotidiennes diffusées en fin d'après-midi sur TF1 les lundi, mardi, jeudi et vendredi.
Le Club Dorothée est la toute première collaboration de Patrick Simpson-Jones avec Jacky et Corbier. Il ne les avait jamais croisés dans l'émission de Jacqueline Joubert Récré A2 qu'ils ont chacun animée.
Au fil des saisons, la chaîne allonge le temps d'antenne de Dorothée, qui ira jusqu'à occuper près d'une trentaine d'heures de programme hebdomadaire, dont 8 heures de direct chaque mercredi de 8 h 55 à 18 h.
Un orchestre accompagne Dorothée lors des directs du mercredi après-midi : Les Musclés qui sortiront plusieurs albums et tourneront deux sitcoms.
Le chanteur Carlos est choisi a posteriori pour devenir le parrain du Club Dorothée mais n'est invité pour la première fois qu'en octobre 1987. Il apparaît presque chaque année dans l'émission durant ses dix ans d'existence.
L'émission est réalisée à ses débuts par Robert Réa. Une dizaine de réalisateurs tourneront cette émission, le plus connu étant Pat Le Guen. Elle était écrite par Jean-François Porry, pseudonyme pour ses activités artistiques du producteur Jean-Luc Azoulay.
Les débuts sont difficiles, car La Cinq via Silvio Berlusconi a acquis tous les droits des dessins animés internationaux, pour l'Europe entière. Les programmes du Club Dorothée sont donc essentiellement composés de rediffusions issues des vieux stocks de TF1: Jem et les Hologrammes, Jayce et les Conquérants de la lumière, Les Bisounours, Les Minipouss... Ainsi que Candy, Goldorak (Récré A2) et Bioman (Cabou Cadin), issus du catalogue d'IDDH, AB Productions les ayant achetés en intégralité. Mais durant ce premier trimestre, AB Productions acquiert un stock important de dessins animés pour la plupart japonais permettant de proposer des nouveautés dès la fin du 2e trimestre 1988. Ce qui contribue largement au triomphe de l'émission. Les succès sont alors nombreux et incluent notamment Dragon Ball, Dragon Ball Z, Juliette, je t'aime, Les Chevaliers du Zodiaque, Ranma ½, L'École des champions, Georgie, Nicky Larson ou encore Sailor Moon.

### Youpi! L'école est finieauClub Do'
Au cours de la guerre que se livreront TF1 et La Cinq, début 1991 Berlusconi sent le navire couler, il vend alors les droits des dessins animés historiques de Youpi ! L'école est finie à son grand rival AB Productions. En fait AB joue sur les deux tableaux : afin de neutraliser la cinquième chaîne, TF1 via AB programmera Robotech partiellement en avril 1991 dans le Club Dorothée. Dans la foulée, TF1 programmera aussi Princesse Sarah, Olive et Tom, Le Petit Lord, Max et Compagnie ou Embrasse-moi Lucile rebaptisé Lucile, amour et Rock'n Roll, etc. En même temps, AB via sa filiale Animage rachète le catalogue de Berlusconi et en revend une partie à La Cinq.

### Production
- Pour le premier tournage du Club Dorothée en 1987, Jean-Luc Azoulay et Claude Berda, créateurs d'AB Productions, décident de fonder un studio à La Plaine Saint-Denis, au nord de Paris[10]. Ils emménagent dans l'entrepôt 233, un hangar « avec des toiles à la place des murs » selon Robert Réa, premier réalisateur de l'émission. La réalisation était initialement menée dans un car-régie[10]. En 1988, AB signe un contrat de trois ans avec TF1 et décide d'investir entre 150 et 200 millions de francs pour créer ses propres infrastructures[10]. Les studios AB (qui garderont le nom de Studio 7 dans l'émission) sont construits au 144 avenue du Président-Wilson - 12 rue de la Montjoie et inaugurés en 1988[10].
- Le Club Dorothée a fait des séries animées sa force dès sa création en 1987 et surtout à la rentrée 1988, où, parallèlement à la rediffusion de séries cultes comme Candy, Goldorak ou Capitaine Flam, il acquit un stock très important de dessins animés, pour la plupart en provenance du Japon car les tarifs défiaient toute concurrence. Les producteurs Jean-Luc Azoulay et Claude Berda avaient acheté les droits de dessins animés à plusieurs maisons de production japonaises comme la Toei Animation[11] ou la TMS. Certains, comme Ken le Survivant, Lamu, Les Chevaliers du Zodiaque, Dragon Ball Z ou Muscleman firent polémique.

### Son
- Le studio son sera quant à lui inauguré début 1990, permettant à Gérard Salesses, compositeur et arrangeur exclusif de l’émission, de composer sur place et arranger toute la journée de nombreux thèmes, génériques et chansons de tous les artistes AB. Le studio servira même de décor dans de nombreux épisodes d’Hélène et les Garçons ainsi que pour des clips.

Avant 1990, les disques de Dorothée étaient arrangés et enregistrés au studio Guillaume Tell à Paris.

### Critiques et polémiques
- La série Ken le Survivant a été la première série japonaise à susciter la polémique en 1989 avec ses scènes sanglantes, provoquant l'ire des associations familiales. Sous la pression des associations et du CSA, un groupe de psychologues est embauché par AB Productions pour adapter la série au jeune public occidental en y introduisant des « coupes psy » et des adaptations bon enfant[12]. Ces modifications modifient les scénarios des épisodes, dénaturent la série et certains épisodes sont parfois amputés de plusieurs minutes.
- En 1990, le CSA intervient auprès de TF1 au sujet de la série japonaise Muscleman car elle présentait un personnage affublé d'un symbole jugé nazi[13]. La chaîne supprime donc la série. Le mot « japoniaiserie » naît de ces deux polémiques, et ce terme fut relayé par Télérama[14] ou Libération qui jugent ces séries « niaises » ou « trop violentes ».
- En 1991, le CSA sanctionne la chaîne pour avoir diffusé des scènes « de sadisme et de violence » dans un épisode des séries Dragon Ball Z et Superboy diffusés quelques mois plus tôt[15]. Une des hypothèses de l'arrêt de la série le 23 novembre 1996 est liée au lancement des signalétiques jeunesse du CSA, provoquant de fait l'arrêt de Dragon Ball Z car inadapté à un jeune public[16].
- En avril 1993, la série animée japonaise Très cher frère... suscite une large polémique par son contenu sombre. Cette série aborde des thèmes comme le suicide ou l'ambiguïté sexuelle, si bien qu'elle est diffusée en crypté au Japon[17]. La série sera jugée inadaptée à un jeune public et elle est arrêtée au bout de 7 épisodes.
- Au-delà des critiques faites aux séries japonaises, le sort de ces dessins animés est également dénoncé. On évoque les censures quasi systématiques des dessins animés, les doublages parfois bâclés, les déprogrammations « sauvages » des séries et les coupures publicitaires intempestives[18] créant de fait un amalgame entre la série animée japonaise et le contenu éditorial de l'émission.

## Présentation des émissions principales

### Les émissions du Mercredi
Le mercredi a rapidement été le rendez-vous incontournable du Club Dorothée. Ce jour-là, l'émission bénéficiait d'une plus grande plage horaire que le reste de la semaine avec 6 h de direct (dont 3 h 30 l'après-midi incluant les séries/dessins animés). 
Les matinées étaient l'occasion de connaître les résultats du hit des séries (les téléspectateurs pouvaient voter sur minitel tout au long de la semaine pour que leur programmes préférés soient diffusés), les animateurs ne manquant pas de rappeler comment voter. Il y avait également de nombreux jeux. La matinée fut complètement modifiée à la rentrée 1995 pour une nouvelle séquence Les héros dans votre ville qui occupait toute la matinée. Les jeux furent donc supprimés, seul le hit des séries fut gardé. Cette séquence resta jusqu'à décembre 1996.
Le show de l'après-midi constituait lors des premières années un mélange entre des jeux et une partie variétés où de nombreux chanteurs et chanteuses sont venues (voir rubrique invités). Dès la rentrée 1991, les jeux ne se font plus l'après-midi mais uniquement le matin, laissant alors place à des après-midis 100 % variétés. À partir de 1992, les séries animées sont reléguées le matin, les sitcoms françaises et américaines occupant l'antenne l'après-midi.  Au fil des années, la durée des après-midis diminua (2 h en septembre-décembre 1996) puis disparut en décembre 1996. Il arrivait que des émissions de l'après-midi se déroulèrent sur le plateau de la matinée.

### Les émissions quotidiennes
Le Club Dorothée fut diffusé du lundi au dimanche dès 1988. Entre le lundi et le vendredi, deux émissions étaient programmées, le matin et l'après-midi, d'une durée d'une heure chacune. Les émissions étaient enregistrées, contrairement aux mercredis qui se déroulaient en direct. Lors de ces émissions, les animateurs qui se trouvent sur le plateau de la matinée laissent une grande place aux jeux ainsi qu'à des séries. Cependant, les émissions quotidiennes furent supprimées en mars 1996 avant de revenir à la rentrée 1996 mais furent définitivement supprimées en décembre 1996.

## Contenu de l'émission

### Productions Disney
En 1989, TF1 récupère les droits de diffusion des productions Disney à la place de FR3 et confie à AB Productions la mise en place d'émissions consacrées à Disney.
Les émissions du matin présenteront un "Disney classique". Un cartoon mettant en scène Mickey, Donald, Pluto, etc.
À partir du 1er janvier 1989, Dorothée présente chaque week-end l'émission Spécial Disney avec Ariane.
Cette émission produite par AB Productions et The Walt Disney Company propose les rediffusions de Zorro, Les Gummi et La Bande à Picsou. Les Nouvelles Aventures de Winnie l'ourson étant la seule série inédite.
Au bout d'un an, The Walt Disney Company, n'étant pas satisfaite par le concept et ne voulant plus se voir associée à l'image controversée de Dorothée, obtient de TF1 le lancement du Disney Club dès janvier 1990.

### Quotas
La loi de 1990 sur les quotas de diffusion d'œuvres européennes et françaises pousse à réduire le nombre de dessins animés japonais, ce qui oblige AB Production à produire des séries animées françaises, mais surtout des sitcoms qui connaîtront un succès considérable.

### Animation
AB Productions investit financièrement à partir de 1991 dans trois coproductions de dessins animés comme Sophie et Virginie, Les Jumeaux du bout du monde mais aussi Les Misérables, librement adapté du roman de Victor Hugo. Suivront des séries animées comme Les avenutures de T-Rex ou encore Le Maître des bots...

### Sitcoms
À partir de 1989, AB se lance dans la production de sitcoms à succès telles que Salut Les Musclés (1989), Premiers Baisers (1991), Hélène et les Garçons (1992), Le Miel et les Abeilles (1992), Les Filles d'à côté (1993), La Philo selon Philippe (1995),.
Dès 1987, AB Productions avait produit ses premières fictions : Les Aventures de Dorothée : Un AMI, un téléfilm unitaire diffusé en plusieurs épisodes au sein du Club Dorothée et surtout Pas de pitié pour les croissants, une émission inspirée des comédies dramatiques de Récré A2 et composée de mini-sketchs joués par les 5 animateurs avec un invité, et diffusée tous les dimanches matins entre le 6 septembre 1987 et décembre 1991. L'émission s'achève au début de l'ère des sitcoms.

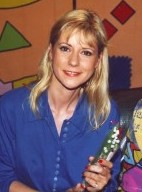
Dorothée en 1992.

### Les rubriques
L'émission se veut interactive et fait participer le public, notamment lors des nombreux jeux qui ponctuent le programme. Parmi les plus marquants : Le Jeu de l'ABC, Le Bon Numéro, Allô à l'huile, Le Jeu des génies, Tu chantes tu gagnes, Le Zigouigoui, Le Splitch splatch splotch vlan, Le Jacky Seau, Le Face-à-face, Le Trésor dans la ville, Chacun sa chance ou Le Jeu des parents. Les jeunes téléspectateurs peuvent ainsi remporter de nombreux cadeaux présentés par «Monsieur Cadeau», la «voix» du Club Dorothée à partir de la rentrée 1992 (fonction autrefois attribuée à Ariane ou Jacky). Des cérémonies et concours étaient également organisés comme les Clubs d'or, le Grand Jeu des supers chansons de Dorothée (décliné avec d'autres chanteurs comme Bernard Minet, Hélène, Christophe Rippert...), Vous êtes géniaux ou encore Les Héros dans la ville.
Le programme est également constitué de rubriques éducatives et divertissantes, présentées par diverses personnalités, comme Les Animaux du docteur Michel Klein, Le Dessin par Lionel Gédébé, La Science par Michel Chevalet, L'Horoscope de Madame Soleil, La séquence Cinéma de Jean Cassiès, La Magie par Gérard Majax, Les Gadgets et Le Sport par Patrick Simpson-Jones, Les Livres, la Bande dessinée et Le Cinéma par Dorothée, Les Jeux vidéo et Le Cinéma américain par Cyril Drevet et L'atelier bricolage de Christine Ever et Stéphanie Ever. Même Patrick Poivre d'Arvor viendra parler d'astronomie et d'espace dans l'émission du mercredi matin en 1988. Sans oublier les nombreuses opérations humanitaires (On pense à toi, Le Noël de l'amitié, Des millions de copains, La chaîne de l'espoir) ainsi que des émissions destinées à différents publics (Club Mini pour les tout petits, Club Plus pour les ados).
Le Club Dorothée est aussi une émission de variétés qui reçoit divers artistes français et internationaux chaque mercredi après-midi de 14 h 30 à 18 h dans un show en direct et en public avec un orchestre (Les Musclés), des choristes (Martine Latorre et Francine Chantereau) et des danseurs (Les Windo's).
Rapidement, l'émission sert surtout de tremplin médiatique à de nombreux comédiens de sitcoms AB, que la maison de production désire lancer dans la chanson comme Hélène Rollès, Christophe Rippert, Manuela Lopez, Sébastien Roch, Julie Caignault, Babsi, Anthony Dupray, Les Jumelles Christine Ever et Stéphanie Ever, Bradley Cole ou Mallaury Nataf, qui finiront par monopoliser les plages « variétés » du Club Dorothée à partir de 1993.
Beaucoup de ces comédiens étaient débutants à leur arrivée, et les sitcoms furent souvent critiquées par la presse pour le jeu des acteurs. Ainsi, les vedettes d'AB étaient souvent exclus des évenements nationaux comme les César ou les Victoires de la musique. Pour y remédier, le Club Dorothée organisa entre 1991 et 1995, une cérémonie annuelle de remise des Clubs d'Or durant laquelle les vedettes AB (et quelques rares acteurs/actrices étrangers) recevaient des trophées (meilleur(e) comédien(ne) / meilleure série...) à la suite des votes des téléspectateurs.
D'autres artistes déjà confirmés, amis de Dorothée ou distribués par AB Disques, bénéficient d'une large exposition médiatique grâce à l'émission, comme Emmanuelle Mottaz, Bernard Minet, Jeanne Mas, Pierre Perret, Chantal Goya, Dave, Benny B, Indra, Carlos et Les Musclés.
Régulièrement, l'émission quitte les studios de La Plaine Saint-Denis à Paris pour voyager à travers le monde. C'est ainsi que lors des vacances scolaires, Dorothée et son équipe font découvrir aux jeunes téléspectateurs la beauté, les particularités, l'histoire et la culture de nombreux pays ou villes du monde, avec parfois des aventures afin de sauver l'humanité (les missions Sahara, du nom du dromadaire extraterrestre qui envoie l'équipe en mission) à partir de 1991.

## Déclin et arrêt de l'émission

### Déclin à partir de 1995
Des signes de déclin apparaissent au début de l'année 1995. En pleine "quête de sens", TF1 charge Dominique Poussier de préparer doucement l'après-Dorothée. L'émission quotidienne de matinée est définitivement supprimée en janvier 1995 au profit de À tout Spip, le grand direct du mercredi après-midi se voit considérablement réduit à partir de mai 1995 et les émissions du week-end sont toutes supprimées à partir de 1996 (à l'exception du samedi 7 h-8 h 30).
En mai 1995, AB Productions lance son bouquet satellite AB Sat et fait donc concurrence à TPS, le bouquet de chaînes satellites de TF1, qui ne souhaite plus travailler en interne avec AB, alors que ce dernier devient un nouveau concurrent. La riposte de TF1 est immédiate et le temps d'antenne du Club Dorothée est alors considérablement réduit, notamment celui du mercredi après-midi qui passe de 3 heures à 40 minutes. L'émission change de formule, et devient le Super Club Dorothée, constituée exclusivement de chansons. Dorothée et les chanteurs issus des séries d'AB Productions chantent en live en duo ou trio.
À la rentrée de septembre 1995, le Club Dorothée du mercredi après-midi reprend son concept initial et son temps d'antenne habituel. C'est à cette même rentrée que l'émission du mercredi matin change de formule avec Les Héros dans votre ville. Les trois héros Jacky, Corbier et Patrick se rendent chaque semaine dans une ville de France pour faire relever des défis à ses habitants. Par ailleurs, une star cachée estampillée AB se trouve dans un lieu de la ville en question. Cette formule connaîtra un beau succès et a été très appréciée des téléspectateurs[réf. nécessaire]. Cependant, l'émission du mercredi après-midi passe à 40 minutes en janvier 1996 et l'émission se déroule sur le plateau Bonheur City (issue du Zénith 96), plus petit, avant de finir la saison à partir du 8 mai 1996 sur le plateau 200 (celui de la matinée).
Après 9 saisons et une certaine lassitude perceptible des animateurs, AB renouvelle l'habillage de l'émission en septembre 1996 avec une présentation « cyber » dans laquelle le phénomène internet encore balbutiant est mis en avant. Ainsi, la formule du mercredi après-midi change radicalement avec Dorothée toute seule à la présentation de son show et une programmation musicale axée sur les artistes dance et les boys-bands (ainsi que Dorothée elle-même pour la promotion de son dernier album Toutes les chansons du monde à partir d'octobre). Les quotidiennes après-midi également sont modifiées avec l'apparition des "Cyber Club Dorothée" durant lesquels Dorothée et Ariane, présentent dans un écran d'ordinateur, accueillent un invité AB et nous proposent des anecdotes racontées par des "correspondants" aux quatre coins du monde. Corbier, animateur historique, quitte le navire le 2 octobre 1996 (Jacky présente donc seul l'émission du mercredi matin puisque Patrick est parti depuis le 5 juin de la même année). Le 6 novembre 1996, l'animatrice recrute dans son équipe son ancien concurrent des émissions jeunesse, Éric Galliano qui accompagne désormais Jacky le matin. L'animateur trentenaire amène un peu de folie, de fraîcheur à la dernière saison du Club Dorothée, dont l'usure se fait sentir.
La rentrée de janvier 1997 est très compliquée pour le Club Dorothée, en effet TF1 décide de supprimer non seulement les émissions quotidiennes du Cyber Club Dorothée mais aussi l'émission du mercredi après-midi et enfin, Des Millions de Copains, l'émission caritative de Dorothée du dimanche soir qui disparaît début janvier. En janvier 1997, le Club Dorothée est seulement diffusé le mercredi matin de 9 h 30 à 11 h 15 et le samedi matin de 7 h 10 à 8 h 25. La formule des héros est remplacée par une présentation beaucoup plus statique en studio, les jeux devenant une priorité.
La première chaîne profite opportunément de la fin de contrat la liant à AB Productions pour refonder son offre de programmes jeunesse. Courant mars 1997, malgré une audience toujours en tête, son non-renouvellement par TF1 est publiquement annoncé dans la presse télé. L'émission prend fin à la date effective du 31 août 1997. C'est d'ailleurs quelques heures après avoir bouclé la dernière émission que Dorothée apprendra le décès de sa mère. L'émission sera remplacée par TF! Jeunesse.

### Arrêt du Club Dorothée
Bernard Minet présente Ségolène Royal comme la responsable directe de l'arrêt du Club Dorothée. Alors députée, Ségolène Royal a consacré un chapitre à l'émission dans son ouvrage Le ras-le-bol des bébés zappeurs, paru en 1989, qui décortique le large éventail des programmes télévisés destinés aux plus jeunes, parmi lesquels sont cités Dragon Ball, Ken le Survivant ou Les Chevaliers du Zodiaque. Le livre n'a pas le retentissement qu'on lui prête a posteriori et la députée n'engage pas de croisade sur plusieurs années contre le Club Dorothée, qui n'est qu'un exemple de plus pour étayer son argumentaire. Le contrat de l'émission est d'ailleurs reconduit en 1992.
Cependant, Corbier précise que le Club Dorothée s'est tout simplement arrêté par non-renouvellement de contrat en 1997 et dément la rumeur selon laquelle Ségolène Royal en serait la cause. 
Selon Étienne Mougeotte, « il faut savoir arrêter un programme à succès en fin de cycle » et estime que le lancement d'AB Sat en 1995 (faisant d'AB production un concurrent de TF1) n'aurait rien changé.

## Après la fin du Club Dorothée: postérité de l'émission

### À la télévision
- Après 8 années de diète médiatique, Dorothée décide d'accepter l'invitation de Chantal Goya dans le Vivement dimanche dont elle est, avec Jean-Jacques Debout, l'invitée d'honneur. Ainsi, cette émission de Michel Drucker diffusée le 11 décembre 2005 marque le grand retour sur le petit écran de l'animatrice de Récré A2 et Club Dorothée.
- Une émission surfant sur la nostalgie, Les années Club Do, diffusant les meilleurs moments du Club Dorothée, est présentée par Jacky, en prime-time, le 16 mai 2006 sur AB1, avant de devenir quotidienne d'octobre 2006 à février 2007.
- Le dimanche 4 novembre 2007, Michel Drucker consacre un Vivement dimanche à Dorothée sur France 2. À cette occasion, les anciens animateurs du Club Dorothée sont à nouveau réunis. L'émission est suivie par 2 947 360 téléspectateurs.
- Le 16 décembre 2014, D8 consacre une soirée 100% Club Dorothée. Tout d'abord Dorothée, Ariane, Jacky, Corbier et Bernard Minet sont les invités de Cyril Hanouna dans Touche pas à mon poste ! rebaptisée pour l'occasion le Club Hanouna, puis un documentaire en prime-time consacré au Club Dorothée, produit par Jean-Luc Azoulay et Ludovic Lestavel, intitulé « Génération Club Dorothée ». Ces deux émissions réunissent plus d'un million de téléspectateurs[37].
- Un jeu intitulé Le grand jeu des années Club Dorothée est diffusé durant la saison 2023-2024 en prime-time sur Gulli et M6+[38]. Il est animé par Nicole Ferroni et Jacky, l'émission est diffusée chaque jeudi soir de la saison à partir du 9 novembre 2023[39].
- Vingt-huit ans après l'arrêt de l'émission sur son antenne, TF1 consacre une émission spéciale en  première partie de soirée le vendredi 24 janvier 2025 intitulée Merci Dorothée ![40] présentée par Nikos Aliagas. À cette occasion, les anciens animateurs du Club Dorothée et quelques comédiens des sitcoms AB sont présents en plateau, tout comme des acteurs et chanteurs populaires hors AB. L'émission est un grand succès, suivie par 4 400 000 téléspectateurs[41]. À J+7, l'émission atteint 4,8 millions de téléspectateurs et acquiert ainsi 400 000 visionnages supplémentaires sur TF1+.

### Sur YouTube et sur les plateformes numériques
- Depuis 2014, une chaîne YouTube Génération Club Do, lancée par AB groupe, rediffuse des émissions du Club Dorothée ainsi que des clips, des concerts, des quiz inédits et d'autres archives appartenant à Mediawan, propriétaire d'AB Groupe.
Chaque mercredi, une émission du Club Dorothée est mise en ligne.
- En plus des émissions proposées, AB Groupe met en ligne l'intégralité de plusieurs dessins animés ayant marqués les années Club Dorothée sur la chaine YouTube TeamKids. Des séries animées japonaises issues du catalogue Nippon Animation sont proposées comme Princesse Sarah, Les quatre filles du docteur March, Flo et les Robinson suisses,Le Petit Lord, Tico et ses amis ou encore Papa longues jambes... et des séries animées françaises sont diffusées comme Sophie et Virginie, Le Maître des bots, Les Misérables...
- Depuis décembre 2023, les séries animées Lucile, amour et rock'nroll et Ken le Survivant sont proposées gratuitement et en intégralité sur la plateforme M6+[42].
- AB Groupe met en ligne également les différentes séries et sitcoms AB via la chaine YouTube Génération Sitcoms comme Salut les Musclés, Premiers Baisers, Hélène et les Garçons, Le Miel et les Abeilles, Les filles d'à côté...
- Depuis septembre 2021, Génération Sitcoms est une chaine en continu diffusée sur les plateformes gratuites Pluto TV et Rakuten TV.
 Par ailleurs, les principales séries AB disposent chacune d'une chaine 24 h/24 en continu.

## Programmes diffusés

### Séries et dessins animés

#### Séries télévisées
- Zorro
- 66 Chump Avenue
- Alerte à Malibu
- SeaQuest, police des mers
- Trois filles à la maison (Allô Nelly bobo)
- Arnold et Willy
- Les Aventures de Dorothée : Un AMI
- Benji, Zax et le prince extraterrestre
- Bioman
- Bioman 2 : Maskman
- Bioman 3 : Liveman
- Bomber X
- Cap Danger
- Capitaine Sheider
- Captain Nice
- Charles s'en charge
- Les Compagnons de l'aventure : Lola et les Sardines
- Les Compagnons de l'aventure : Les Ouchas
- Les Compagnons de l'aventure : Les Mégazèbres
- Les Trois As
- Le Collège des cœurs brisés
- Docteur Who[43],[44]
- Drôle de vie
- Fiveman
- Flashman
- Giraya
- Harry et les Henderson
- Huit, ça suffit !
- Ici bébé
- Jaspion (Kyojuu Tokusou Juspion)
- Jetman
- Jiban
- Jinny de mes rêves
- Marotte et Charlie
- Metalder[45]
- Mes deux papas
- Papa et moi
- Parker Lewis ne perd jamais
- Pas de pitié pour les croissants
- Power Rangers
- Princesse Prinprin
- Punky Brewster
- Le Ranch de l'espoir
- Ricky ou la Belle Vie
- Sacrée Famille
- Les Six Compagnons
- Spielvan
- Superboy
- Les Tripodes
- Turboranger
- Ultraman
- La Vie de famille
- VR Troopers
- Winspector
- Les Z'invincibles
- Liste des séries télévisées d'AB Productions

#### Dessins animés en1rediffusion
- Adrien le sauveur du monde (1989)
- Alfred J. Kwak (1990-1991)
- À plein gaz (1992)
- Les Attaquantes (1988–1989 / 1994)
- Les Aventures de la famille Glady (1991)
- Les Bioniques (1987)
- Bof ! (1989–1990/1994)
- Bouton d'or (1990/1992)
- But pour Rudy (1994)
- Caroline (1990–1991)
- Cherry Miel (1988–1990)
- Les Chevaliers du Zodiaque (1988–1992/1997)
- Cœur (1989)
- Le Collège des ninjas (1991)
- Le Collège fou, fou, fou (1989–1994)
- Davy Crockett (1994)[46]
- Dancougar (en) (1991)
- Dr Slump (1988–1990)
- Dragon Ball (1988–1990/1994)
- Dragon Ball Z (1990–1996)
- L'École des champions (1992–1993/1997)
- Fly (1994–1995)
- Galaxy Express 999 (1988–1990)
- Georgie (1988–1993)
- Gordian (en) (1990)
- Gu Gu Ganmo (ja) (1989–1990)
- Jeu, set et match ! (1989)
- Juliette, je t'aime (1988–1992/1997)
- Les Jumeaux du bout du monde (1991–1992/1997)
- Ken le Survivant (1989–1991)
- Lamu (1988–1991)
- La Légende de Croc-Blanc (1993)
- Les Luxioles (1988)
- Magique Tickle (en) (1991)
- Malicieuse Kiki (1994–1995)
- Makko (1989–1990)
- Le Maître des bots (1994)
- Max et Compagnie  (1993–1997)
- Meg la sorcière (en) (1992)
- Mes tendres années (en) (1989/1991)
- Les Misérables (1992–1994)
- Muscleman (1989–1990)
- Nadia (1994/1997)
- Nicky Larson (1990–1997)
- Papa longues jambes  (1991–1994)
- Patlabor (1991)
- Le Petit Chef (1991–1993)
- Petite bonne femme (1996)
- Prince Hercule (1990)
- Ranma ½ (1992–1995)
- La Revanche des Gobots (en) (1987)
- Le rêve de Jeanie (en) (1996–1997)
- RoboCop (1994/1996)
- Sablotin (1988)
- Sab Rider (1988)
- Sailor Moon (1993–1997)
- Sally la petite sorcière (1990–1994)
- Les Samouraïs de l'éternel (1990–1991)
- Shurato (1991)
- SilverHawks (1988)
- Sophie et Virginie (1990–1993)
- Tobikage (en) (1991)
- Tommy et Magalie (1991/1993–1994)
- Très cher frère... (1993)
- T-Rex (en) (1993–1994)
- Tico et ses amis (1996)
- Un garçon formidable[47] (1996)
- Une vie nouvelle (1991)
- Les Visionnaires (1988)
- Willie Boy (1989)
- Wingman (1989–1990)

### Émissions annexes
Des émissions annexes au Club Dorothée sont également lancées.
| Titre                    | Type d'émission                                                        | Animé par                                   | Date de diffusion           |
| ------------------------ | ---------------------------------------------------------------------- | ------------------------------------------- | --------------------------- |
| Le Jardin des chansons   | Séquence musicale, déjà diffusée dans Récré A2 sous le titre Discopuce | Dorothée et Ariane                          | rediffusée à partir de 1989 |
| Jacky Show               | Émission musicale                                                      | Jacky                                       | 1986–1995                   |
| Spécial Disney           | Émission pour enfants                                                  | Dorothée et Ariane                          | 1989–1990,                  |
| Terre, Attention, Danger | Émission animalière                                                    | Dorothée et Michel Klein                    | 1991–1995                   |
| Club Mini                | Émission pour les « tout-petits »                                      | Dorothée et Ariane puis par Ariane et Jacky | 1990–1996                   |
| Club Sciences            | Émission scientifique                                                  | Dorothée et Michel Chevalet                 | 1990–1993                   |
| Le Noël de l'amitié      | 5 émissions caritatives spéciales                                      | Dorothée et son équipe                      | 1992–1996                   |
| Des millions de copains  | Émission caritative dominicale                                         | Dorothée                                    | 1993–1997                   |
| Dorothée Show            | 6 en prime-time                                                        | Dorothée et son équipe                      | 1987–1994                   |
| Club Plus                | Émission d'interview                                                   | Dorothée                                    | 1992-1993                   |

Émissions en prime time
- 26 décembre 1987 : Dorothée Show
- 24 décembre 1991 : Le Cadeau de Noël
- 5 septembre 1992 : Le Cadeau de la rentrée
- 29 octobre 1993 : Dorothée Rock'n'roll Show
- 31 décembre 1993 : Dorothée Réveillon Rock'n'roll Show
- 31 décembre 1994 : Dorothée Réveillon Rock'n'roll Show

## Programmations
Durant ses 10 ans d'existence, le Club Dorothée a largement investi la grille des programmes de TF1, atteignant près de 30 heures d'antenne hebdomadaire (40 en période de vacances scolaires). Au fil des saisons, l'émission fut programmée sur différentes tranches horaires.
| Horaires | Émissions                                            | Date de diffusion         |
| --- | ---------------------------------------------------- | ------------------------- |
| Lundi, mardi, jeudi, vendredi |                                                      |                           |
| 7 h 20-8 h 20 | Club Dorothée avant l'école                          | (1990-1994)               |
| 16 h 50-17 h 50 16 h 55-17 h 30 (à partir de 1995) | Club Dorothée                                        | (1987-1996)               |
| Lundi au vendredi en période de vacances scolaires |                                                      |                           |
| 7 h 20-8 h 20 | Club Dorothée vacances                               | jusqu'en 1994             |
| 8 h 50-11 h 45 (jusqu'en 1996) 9 heures-11 h 30 (Toussaint et Noël 1996) 9 heures-11 heures (hiver-printemps-été 1997)                                                                          | Club Dorothée vacances                               |                           |
| 16 h 50-18 heures (1993-1994) 16 h 45-17 h 25 (1995-1996) | Club Dorothée vacances                               | (jusqu'en 1996)           |
| Mercredi |                                                      |                           |
| 6 h 30-7 heures | Club Mini                                            | (1987-1992)               |
| 7 h 20-8 h 20 | Club Dorothée matin                                  | (1987-1992)               |
| 8 h 55-11 h 55 (jusqu'à la rentrée 1995) 9 h 30-11 h 45 (1995-1996) 9 h 30-11 h 15 (janvier-avril 1997) 10 heures-11 h 40 (mai-juin 1997)                                                       | Club Dorothée                                        |                           |
| 14 h 30-17 h 50 (jusqu'en mai 1995, et le 6 et 13 septembre 1995) 16 h 50-17 h 30 (mai-juin 1995 et janvier-juin 1996) 15 h 30-17 h 30 (septembre à décembre 1995 et septembre à décembre 1996) | Club Dorothée Super Club Dorothée (à partir de 1995) | (1987-1996)               |
| Samedi |                                                      |                           |
| 7 h 10-8 h 20 | Club Mini                                            | (1988-1995)               |
| 8 h 50-10 h 20 9 heures-10 h 20 (1993-1995) 9 h 20-10 h 20 (1995-1996) 7 h 10-8 h 25 (1996-1997)                                                                                                | Club Dorothée                                        | (1988-1997)               |
| 10 h 25-10 h 50 | Club Sciences                                        | (1991-1993)               |
| 10 h 55-11 h 30 | Jacky Show                                           | (1987-1995)               |
| Dimanche |                                                      |                           |
| 8 heures-11 heures | Dorothée Dimanche                                    | (1987-1991)               |
| 10 h 30-11 heures | Pas de pitié pour les croissants                     | (1987-1991)               |
| 6 h 20-6 h 55 | Club Mini                                            | (1988-1995)               |
| 7 h 20-8 h 30 7 h 10-7 h 50 (1993-1995) | Club Dorothée                                        | (1991-1995)               |
| 8 h 30-9 heures | Terre, Attention, Danger                             | (1991-1995)               |
| 18 heures-19 heures | Des millions de copains                              | (1992-1997)               |
| Prime time |                                                      |                           |
| 20 h 45-23 h 30 | Dorothée Show                                        | (6 émissions - 1987-1994) |

### Animateurs
- Dorothée
- Jacky : attaché de presse de nombreux artistes puis animateur d'émissions musicales culte comme Les Enfants du rock ou Platine 45, il rejoint l'équipe de Récré A2 en 1980 et le duo qu'il forme avec Dorothée devient extrêmement populaire, au point que le tandem enregistre, en duo, la chanson Toi et moi, vous et nous paru en 1987. Jacky sortira quelques 45 tours dans les années 1980 comme le tube Tétéou en duo avec la chanteuse Lio (1985). Il est le premier à quitter la grande famille de Récré A2 en juin 1986 pour présenter sur TF1, l'émission jeunesse Vitamine.

À la rentrée 1987, il rejoint Dorothée à la présentation du Club Dorothée pendant 10 ans. Jacky sera aussi le plus fidèle à Dorothée. Maladroit, drôle, pertinent, loufoque ; la personnalité énergique et les nombreuses gaffes ou maladresses de ce doux-dingue feront la joie de ses partenaires et du public. Il présente également le Club mini avec Ariane, une émission pour les tout-petits. Jacky renoue avec ses débuts d'animateur d'émissions musicales et AB Productions lui crée, sur mesure, sa propre émission de variétés : Le Jacky Show, qui apparaît sur TF1 dès septembre 1987, chaque mercredi à 17 h 30, puis le samedi matin vers 10 h.
- Ariane : elle débute au théâtre en 1977 en jouant de nombreuses pièces classiques et contemporaines. C'est en 1980 qu'elle est recrutée par Jacqueline Joubert pour remplacer au pied levé Dorothée dans Récré A2, coincée sur le tournage du film Pile ou Face. Elle devient alors une remplaçante régulière de Récré A2. À cette époque, elle enregistre aussi déjà des chansons traditionnelles sur les disques de la collection Le jardin des chansons entre 1981 et 1985, mais aussi quelques 45 tours solo dont Amoureuse de J.R. chez Flarenasch, et chez AB le générique de Yakari, Salut Yakari en 1983 et le générique de Charlotte aux Fraises Quand on a la chance en 1984. Mais également le générique Voilà les Biskitts en 1985. En 1987, sa carrière prend de l'ampleur grâce à la présentation du Club Dorothée sur TF1, dont elle devient une figure emblématique. Durant 10 ans, Ariane sera la dynamique comparse de Dorothée. Elle excelle dans son rôle de « bras droit » de Dorothée et impose sa personnalité détonante, tout en sachant s'effacer quand il le faut. Ariane présentera également sa propre émission Club mini, en duo avec Jacky. Dans ces années-là, la fiancée de Rémy Sarrazin (bassiste du groupe Les Musclés), continuera d'enregistrer quelques génériques de dessin animés, notamment Les Bisounours (1987) et surtout les génériques devenus culte de Dragon Ball (1988) et Dragon Ball Z (1990) qui seront des succès.
- Corbier : il débute en 1962 comme chansonnier, se produisant dans de nombreux cabarets parisiens. C'est en 1982 que sa carrière médiatique commence lorsque Jacqueline Joubert le repère lors d'une représentation au Caveau de la République. Il intègre alors Récré A2 et devient un personnage incontournable de l'émission. Son rôle est celui du chansonnier pour enfants. En 1986, sa chanson Le Nez de Dorothée est un succès. À partir de 1987, son humour décalé, sa poésie, sa verve et son tempérament feront de lui un des personnages les plus attachants du Club Dorothée. Corbier enregistre d'autres chansons lors de ses 10 ans sur TF1, notamment : Sans ma barbe qui sera un tube en 1987, mais aussi Bienvenue aux nouveaux (1988) et Laissez les mamies faire (1995). Après 9 années de service, Corbier quitte le Club Dorothée en octobre 1996. Il reviendra néanmoins pour la 5e édition du Noël de l'amitié le 24 décembre et présentera les dernières vacances de l'émission pendant l'été 1997.
- Patrick Simpson-Jones : Jacqueline Joubert le révèle en l'engageant dans la toute première équipe de Récré A2 en septembre 1978[5]. Il devient ensuite le premier speaker (Speakerin) de la télévision française sur Antenne 2. En 1987, il dit oui à Dorothée et TF1 pour devenir l'un des animateurs vedettes du Club Dorothée. Il y présente notamment des rubriques sur les gadgets insolites et le sport. Patrick devient un élément fort de la bande, à la fois gentleman, sportif et blagueur, souvent à l'origine de mémorables fou rires.

Las de son statut d'animateur pour enfants, Patrick quitte le Club Dorothée une première fois en avril 1991 pour rejoindre La Cinq et présenter le jeu La Ligne de chance aux côtés d’Amanda Mc Lane. Mais il quitte le jeu dès mai 1991. Il revient sur TF1 dès septembre 1991 pour présenter l'émission Télé vitrine. Il réintègre le Club Dorothée en novembre 1992, pour le quitter de façon définitive en juin 1996.
- Éric Galliano : il arrive sur Antenne 2 en 1989 où il occupera la case jeunesse pendant quatre ans. Ces émissions le placent en concurrence directe avec le Club Dorothée du mercredi. Il anime ensuite Récré Kids sur TMC, entre 1993 et 1995. Éric tourne également dans la sitcom d'AB Productions Les Garçons de la plage sur TF1 en 1994.

Il est recruté à l'automne 1996 pour coanimer le Club Dorothée et tenter d'y apporter un peu de modernité, aux côtés de Dorothée, Ariane et Jacky. En effet, l'équipe d'animateurs s'est trouvée réduite après les départs de Patrick Simpson-Jones et Corbier.
Autres animateurs (temporaires, fictif ou animant une rubrique) :
- Martine Latorre et Francine Chantereau : Les choristes attitrées de Dorothée sur scène et en studio, ont parfois joué les animatrices temporairement en plateau ou pendant les émissions de vacances en remplacement de Dorothée et/ou d'Ariane.
- Les Musclés : le groupe-orchestre de Dorothée a plusieurs fois coanimé le Club Dorothée lors des émissions enregistrées pendant les tournées musicales de la chanteuse.
- Cyril Drevet : fils de Patrice Drevet, il a animé une rubrique régulière consacrée aux jeux vidéo, aux séries et au cinéma entre 1994 et 1996. Il a participé à l'animation de l'émission quelquefois en l'absence de Dorothée, ou en tant qu'envoyé spécial pour des événements tels que Le Noël de l'Amitié.
- « Sahara » était un animateur fictif du Club Dorothée Vacances, qualifié comme étant le « sixième animateur du Club Dorothée ». Il s'agissait d'un véritable dromadaire dont le doublage était assuré par le producteur de l'émission Jean-Luc Azoulay. Le but de Sahara, dromadaire-extraterrestre, était d'orienter les cinq animateurs durant leurs différentes missions dont celle de « sauver le monde ».

### Invités

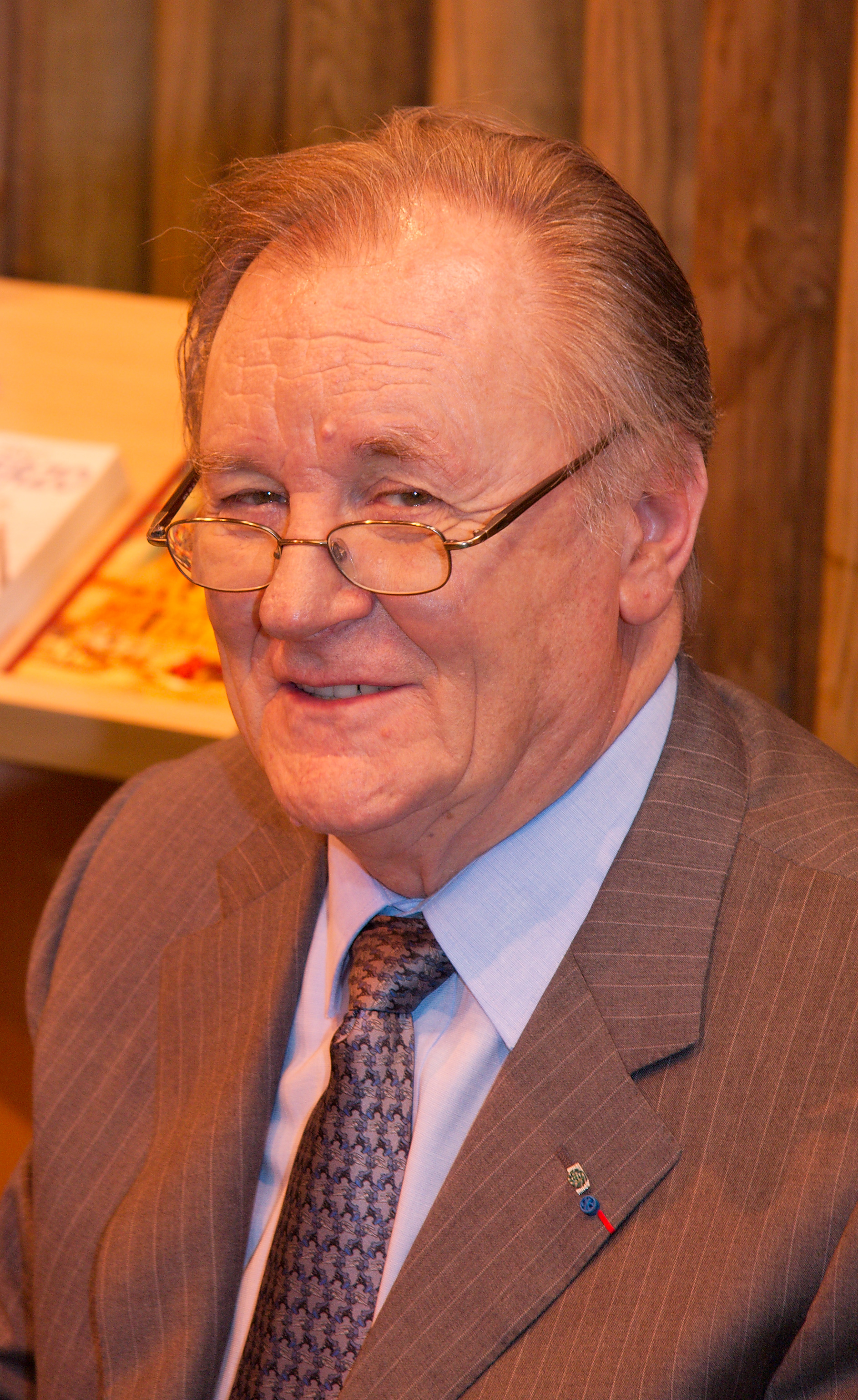
Albert Uderzo fut l'un des nombreux invités au Club Dorothée.

Durant ses dix années d'existence, Dorothée et son équipe ont reçu au Club Dorothée, de nombreux invités issus de la chanson, du cinéma, de la télévision, du sport, de la politique et de la bande dessinée. Voici une liste non exhaustive :

#### Invités francophones
- 2be3 (20 novembre 1996)
- À cause des garçons (13 avril et 30 novembre 1988)
- Salvatore Adamo (29 octobre 1993)
- Jean Amadou (5 septembre 1990)
- Marcel Amont (18 janvier 1989)
- Animo (27 avril 1988)
- Marcel Azzola (7 octobre 1992)
- Martine Allain-Regnault (8 juin 1988)
- Albert Alone (9 mars 1988)
- Benny B (12 septembre 1990, 19 juin 1991, 23 octobre 1991, 22 avril et 21 octobre 1992, 23 novembre 1994, 1er février 1995)
- Bill Baxter (16 septembre 1987 et 13 avril 1988)
- Gérard Blanc (7 octobre 1987 et 6 juin 1990)
- Confetti's (19 avril 1989)
- Annie Cordy
- Charles Aznavour
- Pierre Bachelet
- Baptiste Charden (21 juin 1989)
- El Chato (14 octobre et 18 novembre 1987, 22 juin 1988, 26 avril 1989 et 23 janvier 1991)
- La Compagnie créole (6 avril 1988)
- Bézu (24 février 1988, 10 mai 1989, 21 mars 1990, 20 mars 1991 et 18 mars 1992)
- Dany Brillant (24 juin 1992)
- Christian Clavier (11 octobre 1995)
- Jean-Loup Chrétien (14 décembre 1988)
- Richard Clayderman (28 octobre 1992)
- Stéphane Collaro (19 septembre 1990)
- Chantal Gallia (13 janvier 1993)
- Chantal Goya (4 mai 1988, 15 novembre 1989, 27 octobre, 17 novembre, 1er et 15 décembre 1993, 23 février et 19 octobre 1994, 15 mars 1995)
- Alexis Grüss (21 octobre 1987, 15 février 1989 et 1er décembre 1993)
- C. Jérôme (18 mars et 18 novembre 1992)
- Carlos (21 octobre et 9 décembre 1987, 11 mai, 28 septembre et 7 décembre 1988, 22 février 1989, 14 mars, 5 septembre et 5 décembre 1990, 26 juin et 11 décembre 1991, 17 juin et 2 septembre 1992, 23 juin, 1er septembre, 29 octobre, 24 novembre et 31 décembre 1993, 22 juin, 7 septembre, 21 et 31 décembre 1994, 6 mars 1996)
- Michel Dejeneffe et sa marionnette Tatayet (25 novembre 1987, 28 février 1990)
- Charlotte Julian (21 juin 1995)
- Dave (9 juin 1993, 18 mai 1994, 29 mars 1995)
- David et Jonathan (10 février et 9 novembre 1988)
- David Hallyday (2 novembre 1988 et 13 mars 1991)
- Début de soirée (21 septembre 1988 et 18 janvier 1989)
- Nicolas Hulot (14 octobre 1987)
- Dennis' Twist (9 septembre 1987, 18 mai 1988 et 1er mars 1989)
- Desireless (16 novembre 1994)
- Philippe Dhondt (3 avril et 18 septembre 1996)
- Elsa (3 février et 16 novembre 1988, 14 octobre 1992)
- François Feldman (16 mai 1990 et 6 octobre 1993)
- Frédéric François (27 mars 1991)
- Mitsou Gélinas (22 mars 1989)
- Yvette Horner (9 janvier 1991)
- Images (26 octobre 1988)
- Jeanne Mas (7 avril, 26 mai et 8 septembre 1993)
- Enrico Macias (31 décembre 1994)
- Danielle Mitterrand (23 octobre 1991)
- François Mitterrand (21 décembre 1988, Arbre de Noël de l'Élysée)
- Christian Morin (30 septembre et 21 octobre 1992)
- Morris (1er juin 1988)
- Nana Mouskouri (2 décembre 1992)
- Gamine (5 octobre 1988)
- Guy Lux (21 novembre 1990)
- Holly Flip (11 mars 1992)
- Jean-Luc Lahaye (16 mars et 23 novembre 1988)
- Jean-Jacques Lafon (22 juin 1988)
- Philippe Lavil
- Vincent Lagaf' (17 octobre 1990)
- André Lamy (28 février et 17 octobre 1990)
- Michèle Laroque (4 décembre 1996)
- Caroline Legrand (17 mai 1989)
- Léopold Nord et Vous (1er juin 1988)
- Thierry Lhermitte (14 décembre 1994, 6 décembre 1995)
- Licence IV (30 mars 1988 et 3 mai 1989)
- Vincent Lindon (18 septembre 1996)
- Lio
- Les Forbans (2 mai et 12 décembre 1990, 19 mai 1993, 8 mars 1995)
- Les Vagabonds (20 février 1991, 12 mai 1993)
- Melody (8 novembre 1989, 25 avril 1990, 23 février 1994)
- Thierry Hazard (17 octobre 1990, 6 mars 1991 et 1er avril 1992)
- Dick Rivers (7 octobre 1987 et 22 novembre 1989)
- Jean Roucas (5 septembre et 12 décembre 1990, 5 octobre 1994)
- Simon et les Modanais (2 mars 1988)
- Éric Morena (23 février 1988)
- Dany Saval (25 novembre 1987)
- Shona (1er juin 1988)
- Suzy et les lardons (28 octobre et 4 novembre 1992)
- Patrick Sébastien (11 octobre 1989)
- Linda de Suza (25 novembre 1992)
- Jean-Pierre Pernaut
- Pacifique (27 juin 1990, 1er décembre 1993, 15 juin 1994)
- Claudia Phillips (7 septembre et 23 novembre 1988)
- Patrick Poivre d'Arvor (1988)
- Pierre Perret (9 novembre et 31 décembre 1994)
- Peyo (2 septembre 1987, 18 novembre 1992)
- Annie Philippe (12 avril 1989)
- Jean Tiberi (20 décembre 1995)
- Paco (François Berthelot) (8 mars 1989)
- Princess Erika (5 octobre 1988)
- Anne-Aymone Giscard d'Estaing (18 décembre 1991)
- Valérie-Anne Giscard d'Estaing
- Barbara Scaff et Philippe Candelon (Terre indigo, 2 octobre 1996)
- Tibet (27 avril 1988, 10 avril 1991 et 29 novembre 1995)
- Thierry Vigneron (23 septembre 1987)
- Patrick Timsit
- Sœur Emmanuelle (5 novembre 1995)
- Albert Uderzo (27 septembre 1989)
- Nicolas Vanier (29 novembre 1995)
- Sylvie Vartan (31 décembre 1993)
- Hervé Vilard (11 mars 1992)
- Roch Voisine
- Roger Zabel (26 mai 1993)
- Zouk Machine (30 janvier et 16 octobre 1991, 13 mai 1992 et 11 mai 1994)

#### Invités internationaux
- 2 Unlimited (13 décembre 1996)
- A-Ha (22 juin 1988)
- Bob Azzam (29 octobre 1993)
- Capella (9 octobre 1996)
- Class 41 (11 septembre 1996)
- Cliff Richard (29 octobre 1993)
- Corona (27 septembre 1995 et 25 septembre 1996)
- Ray Charles (31 décembre 1993)
- Chicco (10 mai 1989)
- Fat Boys (12 octobre 1988)
- Haddaway
- David Hasselhoff (2 février et 6 avril 1994)
- Tribal Jam (13 novembre 1996)
- Nick Kamen (22 juin 1988)
- G-O Culture (8 septembre et 27 octobre 1993)
- G-Squad (9 octobre 1996)
- Gala (6 novembre 1996)
- Génération Disco (6 novembre 1996)
- Gloria Gaynor
- Richard Grieco (10 mai 1995)
- Boy George
- Illusion (20 novembre 1996)
- Tippa Irie (16 septembre 1987)
- Indra (12 mai 1993 et 26 octobre 1994)
- La Bouche (6 septembre 1995)
- Trini Lopez (31 décembre 1994)
- Glenn Medeiros (13 juin 1990)
- MN8 (22 novembre 1995 et 16 octobre 1996)
- No Mercy (25 septembre 1996)
- Mellowman (13 novembre 1996)
- Luke Perry (10 mai 1995)
- Percy Sledge (29 octobre 1993)
- Roman Photo (13 septembre 1995)
- John Reid (2 octobre 1996)
- Nightcrawlers (2 octobre 1996)
- Village People (4 octobre 1989)
- Alysha Warren (2 octobre 1996)
- Wet Wet Wet (27 avril 1988)
- Kim Wilde (14 septembre 1988)

#### Stars AB
- Ariane
- Julie Caignault
- Jean-Paul Césari
- Bradley Cole
- Corbier
- Christine et Stéphanie
- Dorothée
- Anthony Dupray
- Emmanuelle
- Isabelle et Babsi
- Jacky
- Manuela
- Bernard Minet
- Mallaury Nataf
- Les Musclés
- Patrick
- Hélène
- Camille Raymond
- Thierry Redler
- Christophe Rippert
- François Rocquelin
- Sébastien Roch
- Annette Schreiber

Parmi les plus fidèles, on peut citer (hors AB) : Carlos, Les Forbans, Chantal Goya, Melody, Zouk Machine, Pacifique, Benny B ou encore C. Jérôme.

## Habillage

### Génériques
Le Club Dorothée se différenciera également des autres programmes par ses nombreux génériques, habillages et pré-génériques :
- « Ca donne envie de chanter », extrait de l'album Docteur de Dorothée (1987-1993)
- « C'est toujours l'été, au Club Dorothée » (1989-1990)
- « Les plus belles des vacances, c'est au Club Dorothée » (été 93)
- « La plus belle des rentrées, c'est au Club Dorothée » (rentrée 93 - hiver 94)
- « C'est toujours les vacances au Club Dorothée » (printemps 94 - hiver 95)
- « On a d'la chance, c'est le Club Dorothée » (printemps 95)
- « C'est les vacances au Club Dorothée » (été 96)
- « Venez surfer sur le Club Dorothée » (saison 96/97)

### Logos

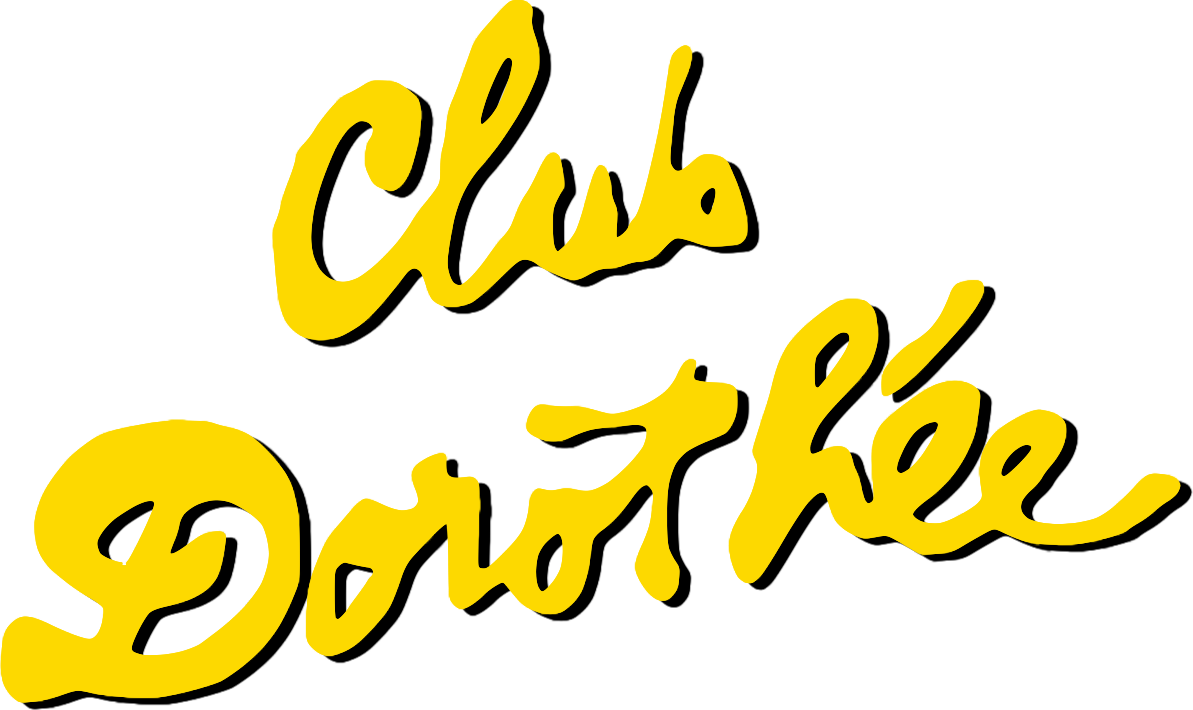
Logo du Club Dorothée de septembre 1987 à août 1988.
Logo du Club Dorothée de septembre 1988 à août 1989.
Logo du Club Dorothée de juin 1992 à juin 1997.
Dernier logo du Club Dorothée, arrivé de juin 1997 à août 1997.

## Remarques
Lorsque Dorothée accepte la proposition de TF1 et Jean-Luc Azoulay, en mai 1987, de quitter Antenne 2 pour lancer le « Club Dorothée », son départ déclenche une polémique dans les médias et une brouille tenace avec ses anciens collègues du service public et Jacqueline Joubert.
Le Club Dorothée devient leader de son horaire dès janvier 1988.
La chaîne rivale, France 2, usera pas moins de 13 émissions différentes pour tenter de concurrencer TF1[réf. souhaitée].
Entre 1987 et 1997, le Club Dorothée était regardé par en moyenne 55 % des 4-14 ans et réalisait jusqu'à 60 % d'audience sur l'ensemble du public. Un record jamais égalé depuis. À son apogée, l'émission occupera jusqu'à 26 heures d'antenne par semaine et plus de quarante en période de vacances scolaires (record mondial[réf. nécessaire]), Dorothée étant, en outre, la directrice des programmes de l'Unité jeunesse de TF1.
Un magazine reprenant les rubriques de l'émission et ses dessins animés sous forme de bande dessinée fut lancé en 1989 : le Dorothée Magazine qui tirera jusqu'à 150 000 exemplaires par semaine, de 1989 à 1997. En 1991 est lancée la fameuse carte de membre du Club Dorothée totalement gratuite. L'émission comptait plus de 700 000 membres à l'été 1997.
Entre 1988 et 1990, le Club Dorothée se déplaçait pour assister au Carnaval de Nice. Ainsi, les émissions des mercredis 17 février 1988, 8 février 1989 et 21 février 1990 se déroulent en direct de Nice.
Le 14 décembre 1988, le Club Dorothée accomplit un exploit technique impressionnant pour l'époque et une grande première télévisuelle en réalisant un triplex exceptionnel entre le Zénith où Dorothée joue son spectacle Zénith 88, les studios de La Plaine Saint-Denis où se déroule le direct de l'émission et l'Espace où se trouvait le spationaute Jean-Loup Chrétien dans sa station spatiale pour la « Mission Aragatz ».
Pour présenter le Club Dorothée avec Dorothée, Jean-Luc Azoulay tente de débaucher d'anciens animateurs de Récré A2. Seul François Corbier accepte. D'autres, comme Cabu ou Alain Chaufour, refusent la proposition. Au moment de la constitution de l'équipe d'animateurs du « Club Dorothée », Jacky avait déjà quitté Antenne 2 pour TF1 depuis 1 an, Patrick Simpson-Jones ne présentait plus Récré A2 depuis plusieurs années et Ariane Carletti n'en était pas une présentatrice titulaire.
De nombreuses parodies humoristiques du Club Dorothée furent créées. D'abord en 1990 par le groupe Les Inconnus dans l'émission La Télé des Inconnus, puis sur Canal+, le 15 février 1992, dans Les Nuls L'émission de l'équipe Les Nuls (accompagnée par l'actrice Marie-Anne Chazel dans le rôle de Dorothée) qui parodiait le Club Dorothée sous le nom Club Dératé.
Le 17 juillet 1996, le Vol 800 TWA qui s'écrasa en mer, faillit être fatal à Dorothée, Ariane et leurs collaborateurs en tournage aux États-Unis. En effet, ils devaient prendre cet avion pour rentrer à Paris, mais le vol était non-fumeur. Le producteur de l'émission, Jean-Luc Azoulay, qui était un fumeur, changea les billets d'avion au dernier moment, évitant ainsi la mort à l'équipe de l'émission.